# Adud el Daula
Adud el Daula (Arapski:عضد الدولة}}عضد الدولة; Aḍud al-Dawla) ili Azod od-Dauleh Panah Husrau (Persijski:عضدالدوله فناخسرو; Azod od-Dowleh Panah (Fana) Khusraw) (Isfahan, 24. 9. 936. – 26. 3. 983.) bio je bujidski emir koji je vladao većim delovima Iranske visoravni i Mesopotamije. Smatra se najvećim od svih emira Bujidske dinastije.
Bio je sin Rukn el Daule. Godine 948. ili 949. ga je abasidski kalif imenovao emirom Farsa čime je nasledio svog strica Imad al-Daulu koji je umro bez dece. Godine 974. ga je otac poslao da skrši pobunu svog rođaka Iz al-Daule, nakon čega je postao emirom Iraka. Iako je zadržao dvor u Širazu, često je posećivao Bagdad, koji je u to vreme dosta patio zbog sektaških sukoba između sunita i šiita. Nastojeći zavesti mir, doneo je naredbu kojom se zabranjuju javne demonstracije; delom i zbog toga, a delom zbog blagonaklone politike prema šiitima, u Bagdadu je nakon toga zavladao mir.
Adud se istakao nizom inženjerskih poduhvata, te kao pokrovitelj nauke. U rodnom Isfahanu je sagradio astronomsku opservatoriju gde je delovao Abdurahman Ali Sufi. Oko 960. godine je između Širaza i Istahra sagradio veliku branu danas poznatu kao Band-e Amir. Takođe je sagradio kanal kojim je spojena reka Karun sa Šat al-Arabom. Godine 981. je u Bagdadu sagradio bimaristan, kasnije poznat kao Bolnica al-Adudi, koja je vekovima predstavljala najveću i najugledniju bolnicu na svetu.

## Literatura
- Hill, Donald Routledge, Islamic Science And Engineering, Edinburgh University Press (1993),  978-0-7486-0455-5
- Edward Granville Browne, Islamic Medicine, 2002,  978-81-87570-19-6